# Biblioteche di Roma

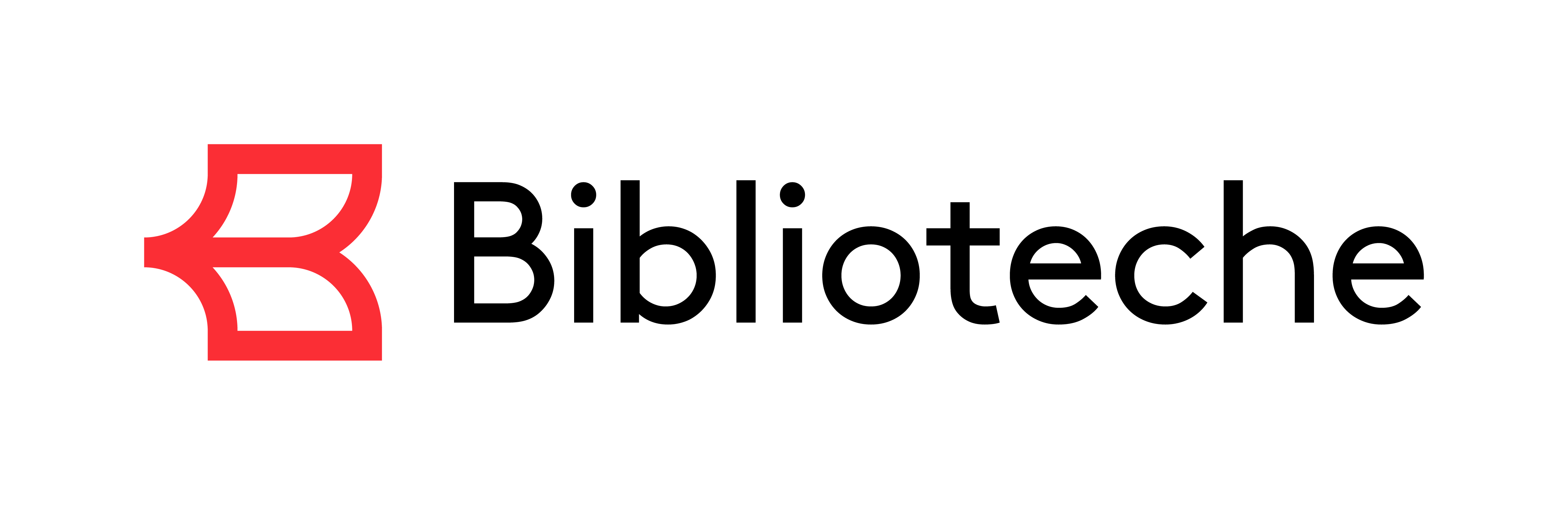
Il logo del sistema delle Biblioteche di Roma

Biblioteche di Roma è la rete delle biblioteche di pubblica lettura gestite da Roma Capitale. Il nome, dotato di un proprio logo, indica l'entità definita come "Sistema delle Biblioteche Centri Culturali del Comune di Roma", costituita con deliberazioni del consiglio comunale n. 23/96 e n. 41/01 e gestita dal 1996 in forma di istituzione.

## Storia

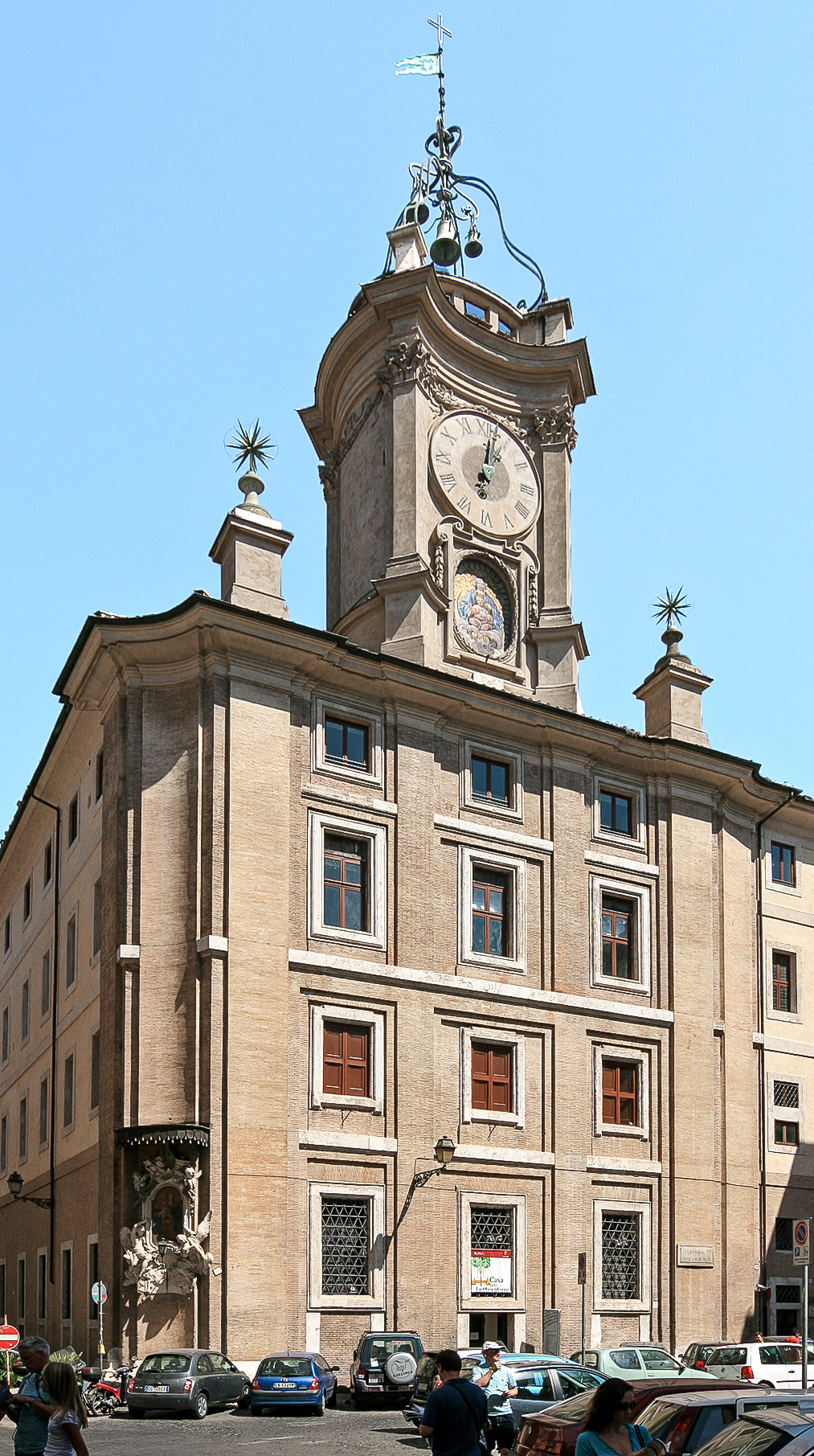
L'Oratorio dei Filippini era la sede della Biblioteca dell'Orologio, istituita nel 1926; oggi è sede della Casa delle letterature. Nell'edificio è presente anche l'Archivio Storico Capitolino.

### Origini
Un servizio di biblioteche popolari fu creato a Roma tra il 1920 e il 1921 dalla IX Ripartizione del Governatorato di Roma; la biblioteca popolare aveva principalmente finalità assistenziali ed educative; la Biblioteca dell'Orologio presso l'Oratorio dei Filippini di Francesco Borromini rappresentava la Biblioteca Centrale, mentre numerose sezioni periferiche erano collocate in edifici scolastici o in locali dell'Istituto Autonomo Case Popolari. Il Governatorato gestiva, oltre alle biblioteche popolari, anche la Biblioteca Romana e l'Archivio Storico Capitolino. Nel 1941 la dotazione libraria era di 85.000 opere, divise in 27 biblioteche sezionali; nel 1939 gli iscritti erano 7.260 e i prestiti 112.724.

### La strutturazione della rete
Nel 1972 le funzioni amministrative in materia di musei e biblioteche di enti locali venivano trasferite dallo Stato alle neo-istituite Regioni a statuto ordinario. In tale contesto, Francesco Barberi sottolineava l'urgenza di un intervento del Comune di Roma al fine di provvedere alle «esigenze del più vasto pubblico» mediante la creazione di moderne biblioteche di quartiere rivolte alla comunità cittadina con servizi di pubblica lettura "in ambienti confortevoli, periodici di seria attualità, sussidi audiovisivi, salette per ragazzi". Nell'analisi di Barberi, tutto ciò a Roma mancava, fatta eccezione per le Biblioteche Baldini e Rispoli, allora appartenenti all'Ente Nazionale Biblioteche Popolari e Scolastiche (ENBPS). Nel 1978, a seguito dello scioglimento dell'ENBPS - avvenuto, tra gli enti cosiddetti inutili, nel 1977- il Comune di Roma assorbiva anche il patrimonio bibliografico dell'ente (che non aveva subito aggiornamenti dopo il 1964) e le sue sedi, ad eccezione della Biblioteca Antonio Baldini..
Le biblioteche-centri culturali nascono a Roma agli inizi degli anni 1980, quando la nuova amministrazione del sindaco Giulio Carlo Argan e dell'assessore alla cultura Renato Nicolini aprì in molte Circoscrizioni (gli attuali Municipi) una o più biblioteche. L'impegno che il Comune si assumeva nel tentativo di riqualificare tale servizio era arduo: nel 1978 fu approvato un nuovo regolamento che definiva le biblioteche «centri culturali polivalenti, produttori di cultura e di informazione al servizio dei cittadini, mezzi di documentazione sulla vita del territorio, strumenti di decentramento culturale», organizzate in Sistema Bibliotecario Urbano con un Centro Sistema, gestito da una Commissione. In ogni circoscrizione vengono istituite le Commissioni di gestione delle Biblioteche Centri Culturali (BCC). Si iniziò ad aggiornare il patrimonio librario, e fu assunto personale in parte qualificato, operatori di biblioteca e Cooperative di servizi culturali. Nel 1981, a completamento del decentramento amministrativo, furono «affidate alle circoscrizioni l'istituzione e la gestione complessiva delle BCC, sia per quanto riguarda i servizi biblioteconomici, che per le attività culturali di promozione alla lettura». Infine nell'agosto 1982 furono introdotti, nella pianta organica del personale e dei servizi, i ruoli di bibliotecario, aiuto bibliotecario, operatore culturale e turistico.
Il mutamento del patrimonio bibliografico avviene dunque nel 1980, con acquisti centralizzati o coordinati; fu costituito un catalogo collettivo a schede delle biblioteche che aderiscono al Sistema, mentre l'automazione di ogni singola collezione verrà avviata nel 1990, inizialmente su sistemi di rete locale Unix; furono costituiti la Biblioteca Professionale, l'Emeroteca Centrale, e il Settore Ragazzi centro specializzato, prima all'interno della Biblioteca dell'Orologio, poi presso la Rispoli, infine nel 1987 presso la nuova sede di Palazzetto Specchi in via San Paolo alla Regola, quale Biblioteca Centrale Ragazzi. Nel 1990, le biblioteche del Sistema erano trenta.

### Dalla nascita dell'istituzione a oggi
Nel 1996, con la creazione dell'Istituzione, che unificava in sistema le biblioteche, venne adottata una forma di gestione che favorisse un maggiore coordinamento e l'avvio di un processo di rinnovamento e di riqualificazione del servizio e delle sue sedi. Il processo di adeguamento dei servizi bibliotecari e la stessa costruzione del Sistema è favorita dal processo di automazione, che inizia nel 1990, e porterà alla creazione del Polo RMB del Servizio bibliotecario nazionale (SBN), con la pubblicazione dell'OPAC (sul finire degli anni 1990), del portale Biblioteche di Roma (nel 2009) e della App BiblioRoma (nel 2013).
Biblioteche di Roma pubblica e archivia registrazioni video delle biblioteche sul canale YouTube di Biblioteche di Roma, raccoglie immagini digitali della città nel sito L'Album di Roma, Fotografie private del Novecento, e nel sito Roma multietnica, gestito dal Servizio Intercultura, è impegnata da molti anni in un progetto di conoscenza e comunicazione con le diverse culture che convivono a Roma e in Italia.
Al 2025 alla rete, oltre alle 42 biblioteche di Roma Capitale, aderiscono 6 biblioteche federate, 36 Bibliopoint delle scuole e 17 biblioteche degli istituti penitenziari. Il sistema offre oltre 50 punti di accesso, dislocati sempre più anche in periferia, entro e oltre il Grande Raccordo Anulare. Le Biblioteche di Roma sono una presenza radicata al centro come nelle periferie, che permette un servizio socio-culturale diffuso anche grazie alla collaborazione con tutti i poli culturali e le numerose realtà associative locali che rendono possibili servizi molto apprezzati come quello del PIM Prestito Interbibliotecario Metropolitano, che conta oltre 130 biblioteche nella rete. Nelle biblioteche sono presenti oltre 60 Circoli di lettura, piccole comunità aperte in cui la lettura condivisa diventa la chiave per conoscere il mondo anche attraverso lo sguardo degli altri, nel confronto e nell’ascolto reciproco.
Il 1º febbraio 2023 è stato nominato il nuovo consiglio di amministrazione del Sistema Biblioteche Centri Culturali di Roma Capitale: la carica di Presidente è affidata a Giovanni Solimine, uno dei massimi esperti di biblioteconomia in Italia e già professore della materia alla Sapienza Università di Roma, mentre i consiglieri sono Chiara Faggiolani, Melania Mazzucco, Paola Livraghi e Gabriele Pedullà. Dal 4 luglio 2025, il nuovo Consiglio d'Amministrazione del Sistema Biblioteche Centri Culturali di Roma Capitale vede come Presidente Elisabetta Mondello, professore ordinario di Letteratura italiana moderna e contemporanea presso la Sapienza Università di Roma, e come consiglieri Eraldo Affinati, Paola Livraghi, Sandro Medici e Gino Roncaglia.
Dal 2023 in poi, l'amministrazione capitolina ha manifestato l'intenzione di inaugurare 16 aule studio, come parte integrante del sistema di bibliotecario civico, dislocate nell'intero territorio di Roma Capitale. Da allora sono state inaugurate le aule studio presso: Centro Euclide a Tor di Quinto, Museo di Roma a palazzo Braschi, Mercato Trionfale, Polo cultuale di Montespaccato, ex Mattatoio, Museo di arte contemporanea, Palazzo delle Esposizioni, Casa del cinema e Museo Pietro Canonica, Casina del Salvi nel Parco del Celio.

## Il patrimonio
Il sistema bibliotecario fornisce ai propri lettori libri di narrativa e saggistica in numerose lingue, materiali di reference (enciclopedie, repertori), quotidiani e periodici, materiali video (DVD), cd musicali e multimediali, ebook e risorse digitali accessibili in prestito digitale o streaming. Il patrimonio documentario oggi conta 1 milione di libri, film, audiolibri e CD, oltre 100.000 e-book e un'edicola digitale con 7.300 giornali e riviste di 90 paesi in 40 lingue diverse.
Il sistema conserva alcuni fondi storici, che svolgono il ruolo di conservazione diffusa della produzione editoriale: le biblioteche dei grandi poeti Giorgio Caproni e Sandro Penna, degli scrittori Guglielmo Petroni, Paolo Petroni, Auro D'Alba, Enzo Siciliano, dei critici letterari Luigi de Nardis, Niccolò Gallo, Eugenio Ragni e Agostino Lombardo, del regista Anton Giulio Majano, di Walter Vaccari, Pietro Morsani, Giovanni Freddi, Franco Zannino, Aldo Gaetano Ferrara, Aldo Bartoccini, Don Roberto Sardelli.